# Economía de Asturias
La economía del Principado de Asturias cuenta con un sector primario en franco retroceso que ocupa al 6% de la población activa con ganadería vacuna, agricultura (maíz, patatas y manzanas) y pesca. Sigue siendo significativa la minería de carbón aunque no goza del papel preponderante de antaño. El sector secundario emplea al 17,5% de la población activa, siendo importantes la siderurgia, la construcción, la alimentación, los astilleros, las armas, química, equipos de transporte, etc. En el sector terciario se asienta el 82,5% de la población activa y va en aumento, siendo este hecho sintomático de la concentración de la población en los centros urbanos y de la importancia que el turismo ha adquirido en la región en los últimos años.

## Historia económica del Principado de Asturias

### Prehistoria y Antigüedad
La historia de la economía asturiana se remonta atrás en el tiempo, aunque el momento claro en el que comienza el verdadero desarrollo no puede establecerse de manera clara por las pocas fuentes históricas que se poseen al respecto. Es de suponer que el momento clave para la aparición de un sistema monetario y de comercio se diese en el período neolítico, o en una transición entre este y la Edad de los Metales, debido a la aparición de los primeros poblados y de estructuras sociales mucho más complejas que las de simples cazadores recolectores. 
Los primeros vestigios de actividad comercial en la zona del Principado se remontan a la Edad del Bronce, cuando los fenicios comerciaban con toda Europa occidental, desde la península hasta las islas británicas. Este hecho sugiere la participación de pobladores del Principado en estas rutas comerciales, ya que se han encontrado restos de cerámica y de orfebrería provenientes de esta región peninsular en lugares de Europa como las islas británicas y Escandinavia.
Hay que esperar hasta la llegada de las migraciones celtas a la península ibérica para conocer actividades económicas desarrolladas en el territorio. En aquella época, el sector primario era claramente dominante, pues la ganadería bovina, ovina y porcina, esta última en menor medida, eran actividades necesarias para la subsistencia. La actividad agrícola era menor, debido a la abundancia de montañas y la falta de pastos, lo que obligaba a los satures a atacar en ocasiones a sus vecinos del sur para obtener cereales como el trigo. Debido a la presencia de oro en territorio asturiano, los astures también se especializaron en la orfebrería, fabricando torques y diademas hoy expuestos en el Museo Arqueológico de Asturias.
La culminación de la Conquista de Hispania supuso la anexión del territorio asturiano al joven imperio. La llegada de los romanos implicó cambios culturales notables, como la adopción del latín por parte de los astures, la adopción de sus costumbres y sus leyes, así como su moneda y, sobre todo, la posibilidad de comerciar y moverse por todo el territorio del Imperio Romano. La economía del territorio se especializó fundamentalmente en la minería del cobre, de la plata, del oro y de otros minerales con alto contenido en mercurio. Los metales obtenidos eran enviados a Roma por el sofisticado sistema de vías. El oro, la plata y el cobre era empleados en la fabricación de monedas, y el mercurio (en realidad cinabrio) era utilizado en la fabricación de colores como el bermellón.

## Datos económicos año 2020
- PIB Asturias: 23.340 millones de €
- PIB per cápita: 22.789 €
- Deuda Pública: 4.788 millones de €
- Deuda PIB: 19,90%
- Deuda por habitante: 4.272 €
- Tasa de crecimiento: 2,1 %
- Tasa de desempleo: 14,4%
- Número de empresas: 68.368
  - Sector servicios: 56.387 (82,5%)
  - Sector construcción: 8.463 (12,4%)
  - Sector industria: 3.518 (5,1%)
  - Empresas sin asalariados: 55,41%
  - Microempresas (1-2 asalariados): 28,87%
  - Pequeñas empresas (3-5 asalariados): 8,83%
  - Medianas empresas (6 a 50 asalariados): 6,33%
  - Grandes empresas (+ 50 asalariados): 0,56%

Fuente: INE, 2017
Fuente: SADEI, 2017
Los ayuntamientos que forman parte del Principado de Asturias tienen una deuda pública global superior a los 435 millones de €

Fuente: Ministerio de Economía y Hacienda, 2010

## Energía
La importante producción energética en Asturias viene propiciada por su riqueza en mineral de carbón, lo que ha favorecido la instalación de centrales térmicas en la región. Existen cinco en funcionamiento:
| Nombre                            | Concejo          | Tipo         | Grupos     | Potencia | Propietario        | Localización                              |
| --------------------------------- | ---------------- | ------------ | ---------- | -------- | ------------------ | ----------------------------------------- |
| Central térmica de Aboño          | Carreño          | convencional | 2          | 921 MW   | HC Energía         | 43°33′11″N 5°43′23″O / 43.55306, -5.72306 |
| Central térmica de Lada           | Langreo          | convencional | 2          | 515 MW   | Iberdrola          | 43°18′29″N 5°42′00″O / 43.30806, -5.70000 |
| Central térmica de La Pereda      | Mieres           | lecho fluido | 1          | 50 MW    | Hunosa             | 43°16′23″N 5°48′33″O / 43.27306, -5.80917 |
| Central térmica del Narcea        | Tineo            | convencional | 3          | 586 MW   | Gas Natural Fenosa | 43°17′31″N 6°23′38″O / 43.29194, -6.39389 |
| Central térmica de Soto de Ribera | Ribera de Arriba | mixta        | 4 (2C+2CC) | 1481 MW  | HC Energía         | 43°18′45″N 5°52′28″O / 43.31250, -5.87444 |

## Organizaciones empresariales
- Agrupación de Sociedades Asturianas de Trabajo Asociado (ASATA)
- Federación Asturiana de Empresarios (FADE)
- Unión de Cooperativas Agrarias Asturianas (UCAPA)